# Рафінування металевих розплавів
Рафінування металевих розплавів — технологічний процес видалення шкідливих домішок з розплавленого металу.

## Загальний опис
У металевих розплавах завжди присутні домішки. Це домішки металів і елементів, що знаходяться в розчиненому стані, домішки газів, оксидів основного і легуючого компонентів, їхні карбіди і нітриди, частки шлаків, флюсів, вогнетривкої футерівки.
Рафінування розплавів від розчинених домішок може здійснюватися:
- окислюванням;
- хлоруванням;
- обробкою розплавів флюсами;
- вакуумною дистиляцією.

Рафінування окислюванням застосовують тоді, коли сплав здатний розчиняти кисень. Цим методом очищують розплав від домішок, що мають більшу спорідненість до кисню, ніж основний компонент, за умови, що оксиди домішок не розчиняються в розплаві. Цей метод застосовують для очищення міді від свинцю, миш'яку, вісмуту і сурми, а нікелю — від кремнію, магнію і марганцю.
Окислювання домішок роблять продувкою повітря через розплавлений метал. Іноді для цієї мети в розплав вводять окислювачі. Після проведення окисного рафінування необхідно видалити надлишок розчиненого кисню — провести розкислення.
Хлорування — продувка розплавів газоподібним хлором — застосовується для видалення домішок, що мають більшу спорідненість до хлору, ніж основний і легуючий компоненти сплаву. Хлоруванням видаляють домішки натрію і магнію з алюмінієвих сплавів.
Рафінування флюсуванням застосовують у тому випадку, якщо домішка розчиняється у флюсі, чи взаємодіє з ним з утворенням летючих, чи легкошлакуючих з'єднань, що не розчиняються в основному металі.
Вакуумну дистиляцію використовують для видалення тих домішок, що мають більший тиск пари, ніж метал, що рафінують.
Нерозчинні домішки видаляють рафінуванням розплаву відстоюванням, продувкою газами, вакуумуванням, обробкою флюсами й шлаками, фільтруванням.
Відстоювання розплаву засноване на різниці щільностей розплаву і матеріалу нерозчинної частки.
Рафінування розплавів шляхом продувки газами засновано на флотуючий дії пухирців газу стосовно часток нерозчинних домішок, що знаходяться в розплаві. Для продувки частіше використовують аргон і азот. Застосовують також хлор, додаючи його до чи аргону, чи до азоту при рафінуванні алюмінієвих сплавів. Замість газів використовують також летучі тверді з'єднання — хлориди алюмінію і марганцю, гексахлоретан, хлористий цинк, хлористий амоній. Хлориди розганяються при обробці розплавів без розкладання, тому фактично відбувається продувка парами хлоридів.
Рафінування розплаву при вакуумуванні (при залишковому тиску — 500–1000 Па) відбувається в результаті флотуючий дії пухирців газу, що виділяються з розчину.
Рафінування розплавів обробкою флюсами й шлаками засновано на переході часток нерозчинних домішок у шлак чи флюс унаслідок розчинення або змочування. В разі використання цього способу необхідно активне перемішування розплавів з рафінуючим флюсом чи шлаком.
Рафінування шляхом фільтрування — один з найбільш діючих способів видалення з розплаву часток нерозчинних домішок. Фільтрування відбувається через сітчасті (зі склотканини або металу), зернисті (виготовлені з шамоту, магнезиту, фториду магнію, графіту), пористі (спечений керамічний матеріал на основі оксиду алюмінію чи хрому) фільтри.
Рафінування розплавів від розчинених газів (дегазація) здійснюється «виморожуванням», продувкою нерозчинними газами, вакуумуванням, обробкою флюсами, різними фізичними впливами на розплав (наприклад, ультразвуковими коливаннями).